# San Giusto (Campi Bisenzio)
San Giusto (già San Giusto a Campi) è una frazione del comune italiano di Campi Bisenzio, nella città metropolitana di Firenze, in Toscana.
Si tratta di una delle cinque frazioni che compongono l'agglomerato urbano di Campi Bisenzio, tant'è che viene comunemente considerata dalla popolazione come un quartiere della città. La borgata di San Giusto è saldata a nord al capoluogo comunale di Santo Stefano e a sud alla frazione di San Cresci.

## Monumenti e luoghi d'interesse
Non si ha più traccia della storica chiesa parrocchiale di San Giusto, documentata nel XIII secolo, a partire dal XVII secolo (le cause della sua scomparsa sono misteriose) e dal 1680 i parrocchiani di San Giusto vengono compresi nel popolo di San Cresci.
Nel territorio di San Giusto è presente l'oratorio della Madonna della Neve, di origine seicentesca, recentemente restaurato a cura dell'amministrazione comunale. A San Giusto esiste anche l'omonima scuola dell'infanzia, intitolata il 24 novembre 2014 alle sorelline Nadia e Caterina Nencioni, morte con i genitori nella strage di mafia di via dei Georgofili a Firenze nel 1993; la scuola fa parte dell’Istituto comprensivo Giorgio La Pira di San Donnino.